# Laruscade
Laruscade é uma comuna francesa na região administrativa da Nova Aquitânia, no departamento da Gironda. Estende-se por uma área de 46,64 km². Em 2010 a comuna tinha 2 821 habitantes (densidade: 60,5 hab./km²).